# 水野キングダムラブズパワーパフガールズ
『水野キングダム♥パワーパフガールズ』（みずのキングダムラブズパワーパフガールズ）は吉本興業の制作番組「水野キングダム」とカートゥーン ネットワークのオリジナルアニメ「パワーパフガールズ」のコラボレーション特別番組で2007年に放送された。この企画は両番組が同じTOKYO MXで放送されていたことから、ヨシモトファンダンゴTV（現在は閉局）とカートゥーン ネットワークにて共同制作された。
前半はアニメパートで、後半は水野キングダムの会議（実写パート）である。水野キングダムの水野透、千原ジュニア、ほっしゃん。、たむらけんじ、山里亮太がアニメキャラとして登場し、声も本人が演じた。

## ストーリー

### 番組前半(アニメ)
市長の友達の水野キングダムの水野16世の王国に大変なことになっていると、市長に電話にパワーパフガールズを呼ぶことになった。水野キングダムでは視聴者から募集し水野キングダムの議会で否決された没ネタが町で暴走していて、お笑いビッグバン以来の大惨事になって、ほっしゃん大臣とたむらけんじはなんでもムニエルにするムニエル先生にムニエルにされた。ムニエル先生だけは戦闘機と言い張るおっさんが、他の没ネタはガールズが倒した。

### 番組後半
パワーパフガールズに助けてもらった水野キングダムたちは、会議を開き、パワーパフガールズにあげるプレゼントを選ぶ。

## キャスト
- 水野16世(水野透)
- 千原ジュニア大臣
- ほっしゃん。大臣
- たむらけんじ大臣
- 山里亮太大臣
- ケンドーコバヤシ
- 林克治（カリカ）
- ナレーター - 奥山英志  (声)
- ブロッサム - 麻生かほ里 (声)
- バブルス - 南里侑香  (声)
- バターカップ - 池田有希子 (声)
- 市長 -  石住昭彦  (声)

## スタッフ
- 構成：たちばなひとなり、塩野智章、八代丈寛、はしもとこうじ
- 脚本・編集：吉本興業、よしもとファンダンゴ、カートゥーン ネットワーク
- TD／SW：四藤史郎
- 照明：藤井隆司
- カメラ：川崎圭一郎、大尾庸介
- 音声：山崎勝彦
- VE：柴田康司
- 美術：つむら工芸
- CG制作：映式
- グッズ製作：下川太樹（吉本倶楽部）
- メイク：atelier jam
- 衣裳：amaranth
- 音響効果：小田切暁
- イラスト：ニイルセン
- 編集：清野孝義
- MA：小木曽祥平
- モバイルサイト制作：郡山隆志
- PCサイト制作：丸山志歩
- ワンセグデータ放送：Gigno System
- 技術協力：Trash、アーチェリープロダクション、THE COLORS
- 制作協力：クリーク・アンド・リバー社、BEEPS、ヨシモト∞ホール
- 制作スタッフ：三井真由子、小野寺香里、岩田友博、山際亮平
- AP：甘利京子、酒井泰夫、下里弘高、太田恵
- ディレクター：土屋良介、高橋耕平
- 演出：阿部和孝
- プロデューサー：松山泰士・木村泰和（KDDI）、山地克明、家永洋
- 協力：KDDI
- 製作著作：吉本興業、カートゥーン ネットワーク

## その他
本放送の翌年に、『よしもとファンダンゴ』が閉局したため、現時点で再放送はない。

## 関連
- パワーパフガールズ
- 水野キングダム
- 吉本興業
- よしもとファンダンゴ